# Roc de Campanyà
El Roc de Campanyà és una muntanya rocosa de 1.194,3 m alt del terme comunal de Fullà, de la comarca del Conflent, a la Catalunya del Nord.
És a la zona nord del terme de Fullà, a l'esquerra de la Tet, al capdamunt del coster que constitueix aquest territori del terme de Fullà, a ponent de l'església de Sant Pere de la Roca, actualment Nostra Senyora de Vida.